# Medgar Evers
Medgar Wiley Evers (2. července 1925 Decatur, Mississippi – 11. června 1963 Jackson, Mississippi) byl jeden z nejvýznamnějších amerických vůdců Afroamerického hnutí za občanská práva. V roce 1963 byl na něj spáchán atentát, kterému podlehl.

## Život
Medgar Evers se narodil v černošské rodině na usedlosti nedaleko města Decatur ve státě Mississippi. V roce 1943 ve svých 18 letech byl odveden do armády a účastnil se bojů v druhé světové válce, kde dosáhl hodnosti seržanta. Po válce studoval na Alcorn College, na univerzitě pro afroamerické studenty. V roce 1953 zde úspěšně maturuje. Následující rok se snaží dostat na Právnickou fakultu na tehdy výhradně bělošské University of Mississippi, ale není přijat. Zklamán vstupuje do Asociace pro povznesení barevných (NAACP), jejímž se brzy stává prvním tajemníkem.
V roce 1951 se oženil s Myrlie Beasleyovou.

## Účastníkem hnutí za občanská práva
Coby první tajemník NAACP stál Evers od poloviny 50. let až do své smrti v čele kampaně za občanská práva. Svou účastí ve všech akcích této kampaně se brzy stal známou osobností. V roce 1962 toto hnutí dosáhlo úspěchu. Podařilo se jim dostat prvního černošského studenta, Jamese Mereditha, na výhradně "bílou" univerzitu, a sice University of Mississippi, kam se sám Evers kdysi neúspěšně pokoušel dostat. Hlavní zásluhu na Meredithově přijetí má právě Evers.
Evers potřeboval k tomu aby veřejně vystupoval za práva černochů velkou odvahu. Vedle nátlaku a zastrašování, které na něj činila policie, mu bylo také velice často anonymně vyhrožováno smrtí. V roce 1963 dokonce někdo vhodil zápalnou pumu do jeho domu, kde žil s manželkou a dětmi. Evers přesto odmítal návrhy jeho blízkého okolí, aby změnil identitu a žil na veřejnosti neznámém místě.

## Atentát na Everse

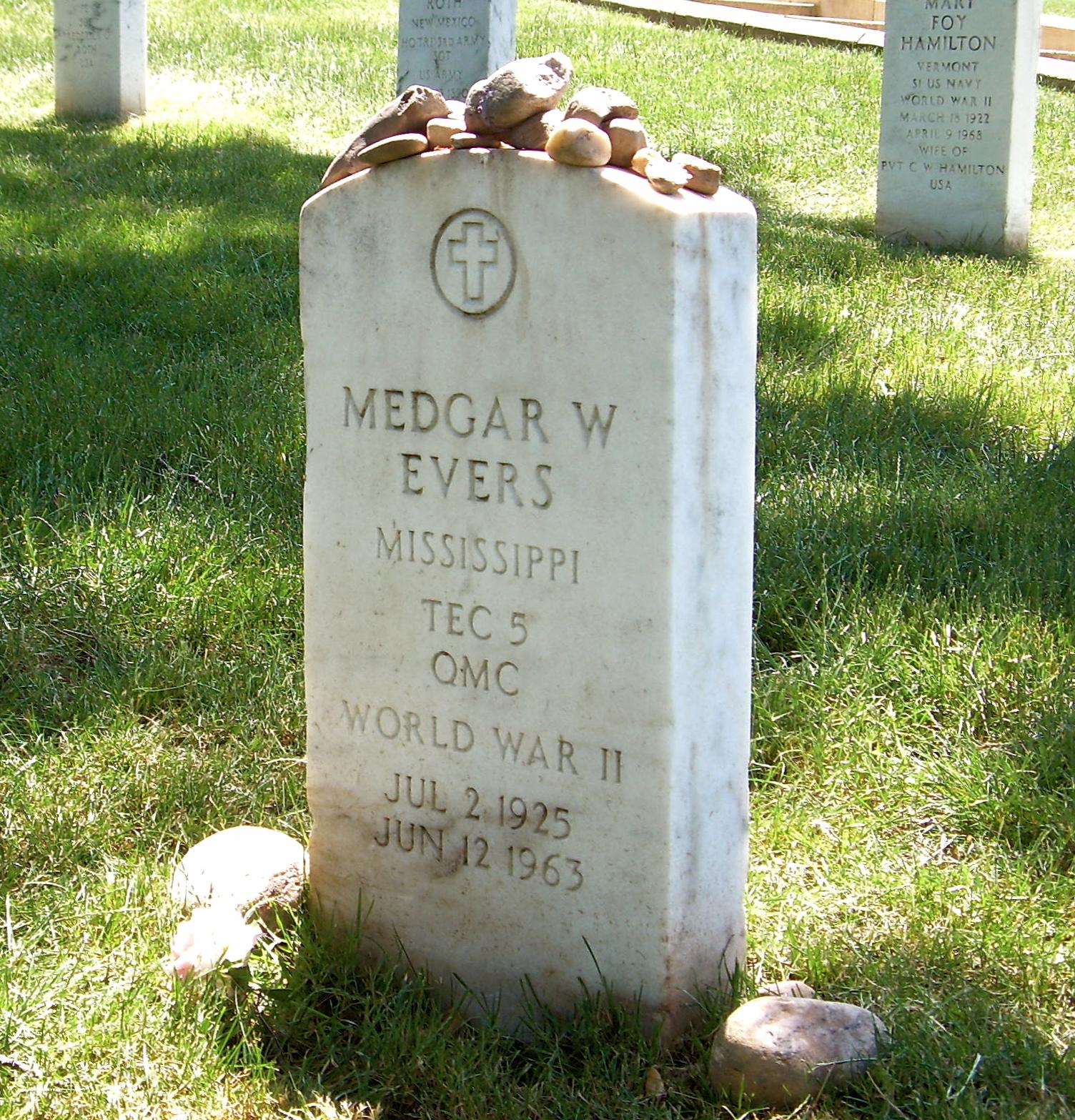
Hrob Medgara Everse na Arlingtonském národním hřbitově (2007).

Dne 12. června 1963 krátce po půlnoci byl Evers postřelen odstřelovačem přímo před svým domem v Jacksonu. Byl střelen do zad, a krátce po převozu do nemocnice byl prohlášen za mrtvého. Pohřben je na Arlingtonském národním hřbitově.
Eversova smrt se dostala na titulní strany všech významných amerických novin. Bylo to poprvé, kdy byla smrt černocha takto medializována. Událost se např. stala námětem pro píseň Boba Dylana Only a Pawn in Their Game z roku 1963. Po celých spojených státech propukly demonstrace za občanská práva.
Vrah Everse byl brzy vypátrán. Byl jím Byron de la Beckwith, člen Ku Klux Klanu a otevřený rasista. Soud s ním se konal dvakrát, v letech 1963 a 1964, ale ani jednou nebyl porotou složenou výhradně z bělochů shledán vinným. Teprve v roce 1994 se konal soud znovu a tentokrát byl třiasedmdesátiletý Beckwith konečně odsouzen. V roce 2001 ve vězení zemřel.